# Lighthouse Point
Lighthouse Point é uma cidade localizada no estado americano da Flórida, no condado de Broward. Foi incorporada em 1956.

## Geografia
De acordo com o United States Census Bureau, a cidade tem uma área de 6,2 km², onde 6 km² estão cobertos por terra e 0,2 km² por água.

### Localidades na vizinhança
O diagrama seguinte representa as localidades num raio de 8 km ao redor de Lighthouse Point.

## Demografia
Segundo o censo nacional de 2010, a sua população é de 10 344 habitantes e sua densidade populacional é de 1 728,94 hab/km². Possui 5 774 residências, que resulta em uma densidade de 965,09 residências/km².